# Ficinia acuminata
Ficinia acuminata är en halvgräsart som först beskrevs av Christian Gottfried Daniel Nees von Esenbeck, och fick sitt nu gällande namn av Christian Gottfried Daniel Nees von Esenbeck. Ficinia acuminata ingår i släktet Ficinia och familjen halvgräs. Inga underarter finns listade i Catalogue of Life.